# دمون
دمون (به انگلیسی: Demon) جانداری فراطبیعی بدخواه است. از نظر تاریخی، اعتقاد به شیطان‌ها، یا داستان‌هایی دربارهٔ شیاطین، در دین، علوم خفیه، ادبیات، داستان، اسطوره و فولکلور رخ می‌دهد. و همچنین در رسانه‌هایی مانند کمیک، بازی‌های ویدیویی، فیلم‌ها، پویانمایی‌ها و سریال‌های تلویزیونی.

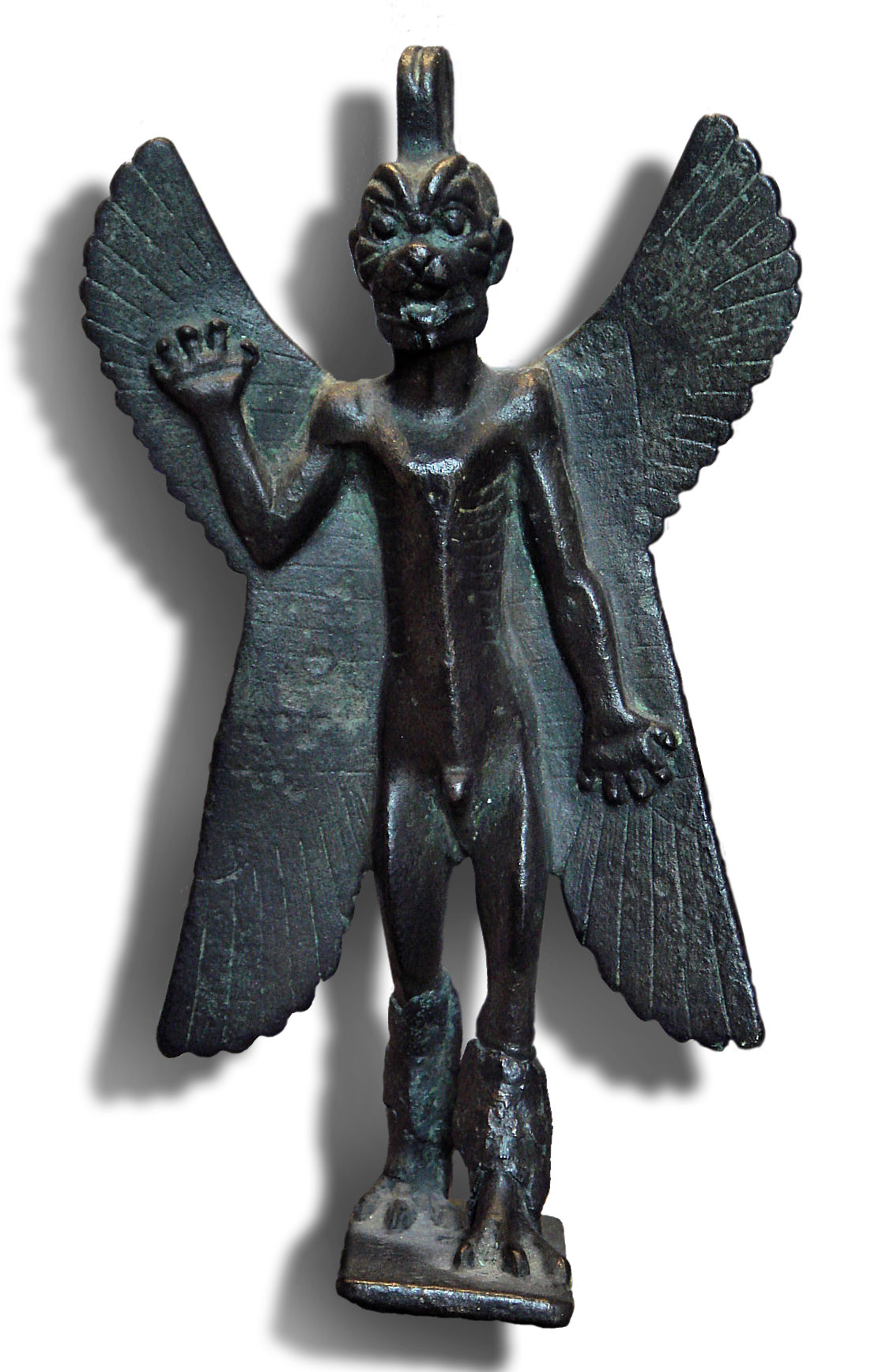
مجسمه برنزی پادشاه شیطان آشوری-بابلی پازوزو، ق. ۸۰۰–۷۰۰ پیش از میلاد، لوور

## شیطان‌های ایرانی

### دین زرتشت

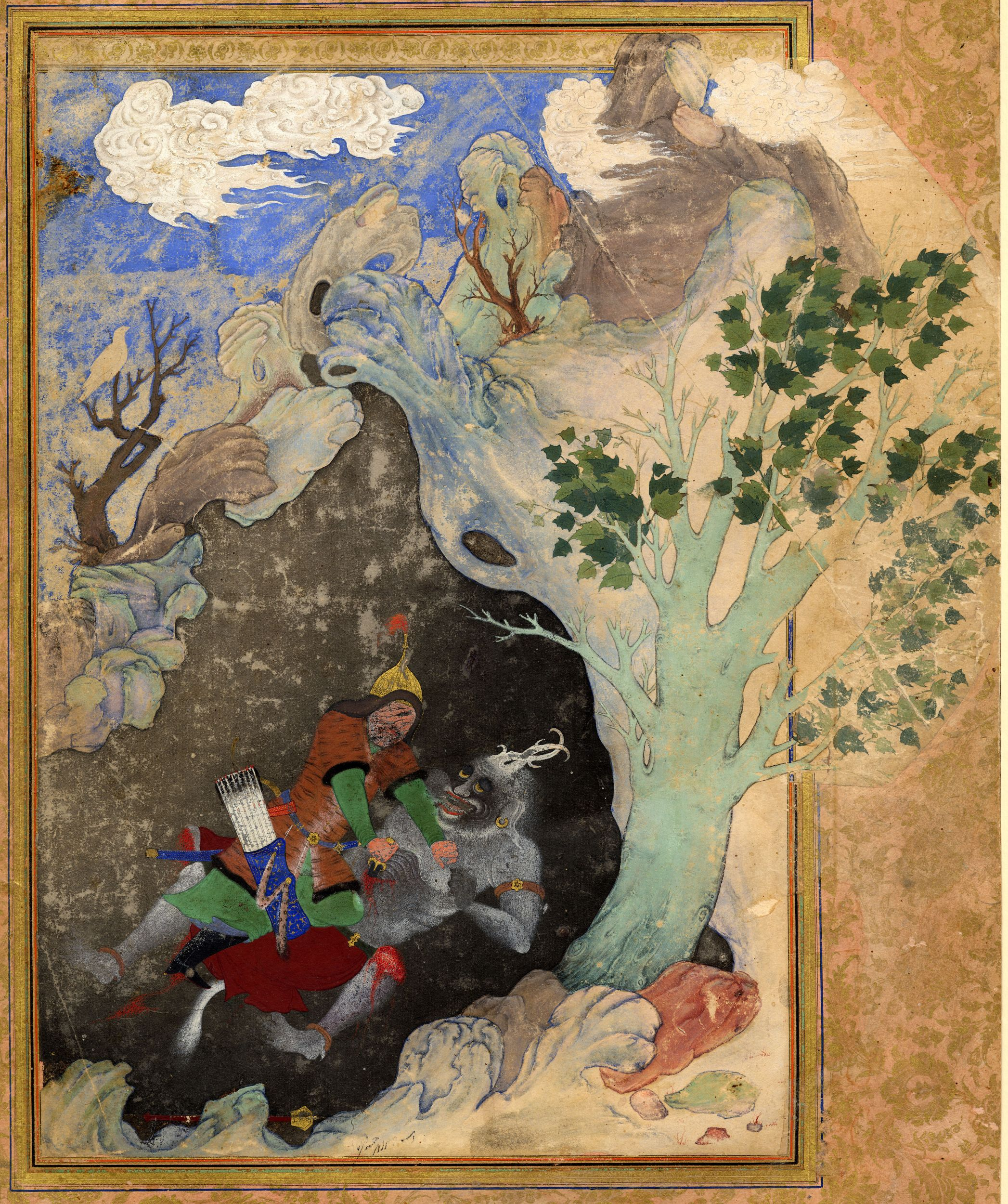
دیو سپید، به معنای واقعی کلمه «دیو سفید»، رئیس شیاطین از شاهنامه حماسی.

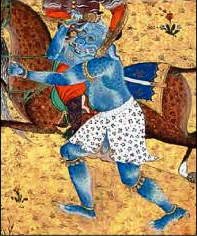
ارژنگ دیو (شاهنامه شاه طهماسب)

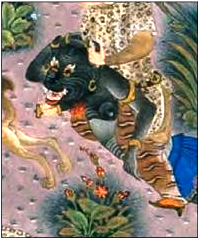
دیو سیاه (شاهنامه شاه طهماسب)

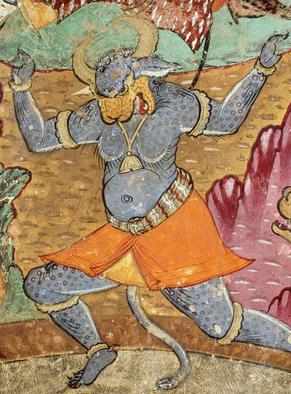
رستم حمل شده توسط اکوان دیو

اعتقاد زرتشتی به شیاطین (Daeva، بعدها div) تأثیر زیادی بر دین‌های ابراهیمی، به ویژه مسیحیت و اسلام داشت. به نظر می‌رسد که دایوها تفسیر زرتشتی از پانتئون هندو هستند. به ویژه ایندرا، یکی از برجسته‌ترین خدایان متون ودایی، به عنوان یک نیروی بدخواه تنها در کنار اهریمن، اصل شیطان (شیطان) به تصویر کشیده شده‌است.

در مکاشفه شخصی زرتشت، هیچ دیوای فردی وجود ندارد. همیشه از آنها به عنوان یک گروه یاد می‌شود و پرستندگان آنها با خشونت و نابودی همراه هستند:
اما شما دایواها همگی از فکرهای شیطانی بیرون آمده‌اید/ همان‌طور که بزرگانی که شما را می‌پرستند و از نادرستی و تحقیر… از بدترین کارهایی که فانی‌ها باید انجام دهند لذت می‌برید/ تا به سود دایواها از اندیشه نیکعقب‌نشینی کنید. / گم شدن راه از حکمت پروردگار خردمند و از حق.
— یسنا 32.3-4

آنها در حالت شرارت خود، بشر را به گناه و مرگ سوق می‌دهند:
پس انسان را از زندگانی خوب و امنیت از مرگ می‌کشید/ چنان‌که اراده شیطان شما را که دیو هستید با فکر شیطانی/ و آن گفتار شیطانی که با آن عمل را در اختیار ستمکار قرار می‌دهد.
— یسنا 32.5

شیاطین تابع قدرت مطلق شر، اراده شیطانی هستند که در اهریمن/آنگرا مانیو تجسم یافته‌است. آنها خودشان هم فاسد و هم بد هستند. شیاطین به تنهایی هیچ ماده‌ای ندارند و تنها می‌توانند خود را به عوامل مادی متصل کنند. افرادی که شیاطین را می‌پرستند سرزنش می‌شوند تا به آنها قدرت بدهند. در گاتاها، راه اصلی شیاطین برای فاسد کردن انسان‌ها و ایجاد رنج، از طریق پرستندگان آنها آشکار می‌شود. وندیداد (قانون علیه دایوا) عمدتاً به دفع شیاطین با ارائه قوانینی برای خلوص آیینی می‌پردازد. با این حال، شیاطین قدرت خود را تنها از طریق اعمالی که به سود خود انجام می‌دهند، افزایش نمی‌دهند، بلکه با هر اقدامی علیه اهورامزدا (خیر عالی) نیز قدرت خود را افزایش می‌دهند. اعمال روزمره ممکن است نوعی شیطان‌پرستی در نظر گرفته شود. به عنوان مثال، کوتاه کردن مو یا ناخن و نگه داشتن آنها روی زمین به عنوان قربانی برای شیاطین درک می‌شود. درست همان‌طور که قدرت شیاطین با اعمال شرارت افزایش می‌یابد، آنها نیز با اعمال خوب ضعیف می‌شوند. اجرای فراخوان‌های اهورامزدا بسیار سودمند است. وندیداد امکان تبدیل شدن انسان‌ها به شیاطین را بیشتر بررسی می‌کند. انسانی که مرتکب فحشا می‌شود یا شیاطین را می‌پرستد پس از مرگ تبدیل به شیطان می‌شود. یک شخص شرور ممکن است در طول زندگی خود به عنوان یک شیطان در نظر گرفته شود، اما تنها پس از مرگ به‌طور کامل به یک شیطان تبدیل می‌شود.

### در شاهنامه

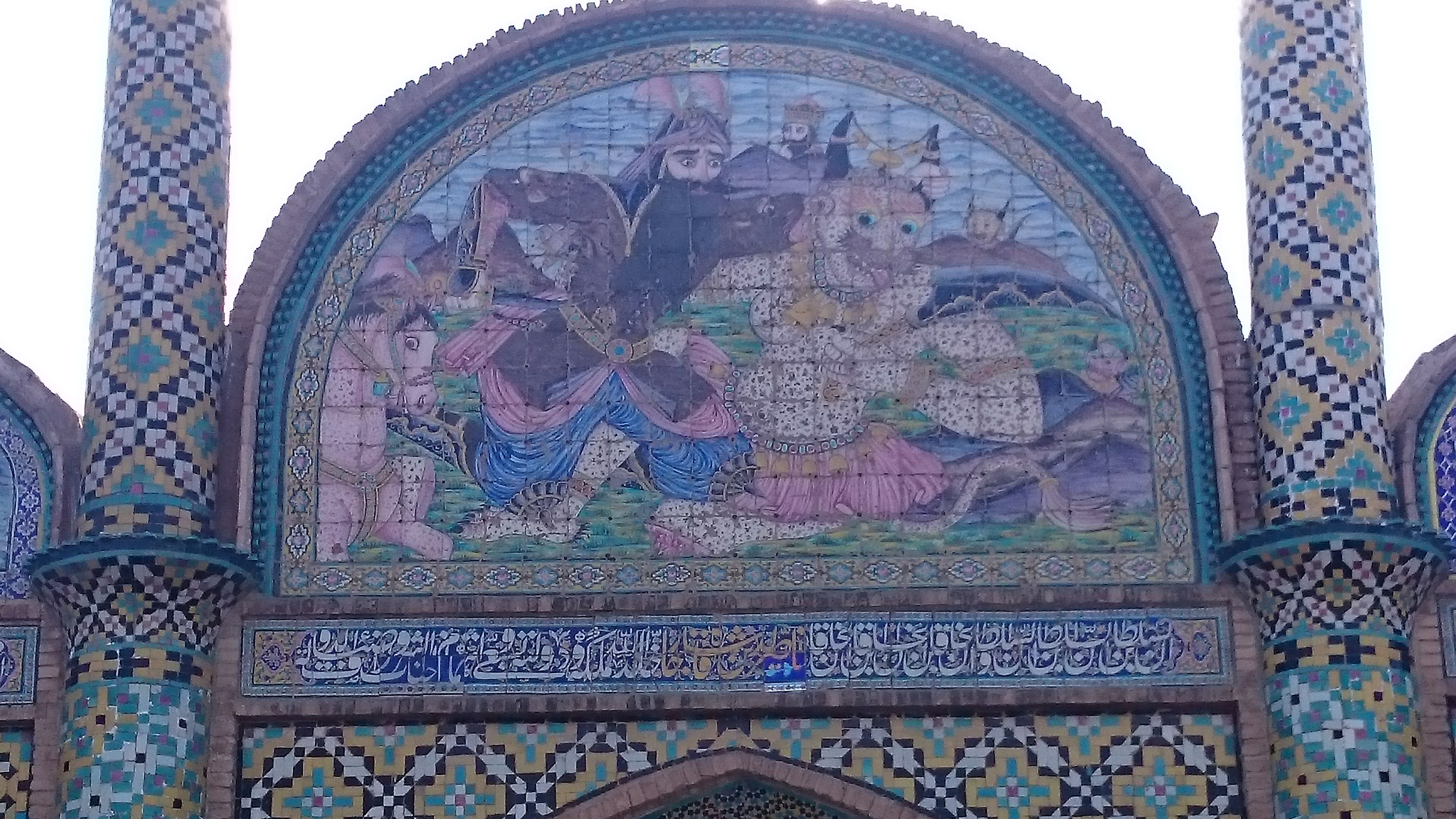
دروازه ارگ سمنان ۹. رستم در حال کشتن دیو سپید (دیو سفید)

در شاهنامه که توسط شاعر پارسی‌گوی فردوسی در بین ق. ۹۷۷ و ۱۰۱۰ پس از میلاد، جانوران اهریمنی به نام دیو، دشمنان مکرر تمدن بشری هستند. دیوها اغلب سیاه، دارای دندان‌های بلند و پنجه‌هایی مانند دست هستند. یک شکل هیولایی اما انسان نما دارند. برخلاف ظاهر فیزیکی، بسیاری از دیوها استاد جادوگری فراطبیعی هستند که نشان‌دهنده ارتباط پیشین آنها با دیوها است. دیو سپید (دیو سفید)، رهبر دیوها، هم یک جنگجوی برجسته و هم استاد جادویی است که باعث می‌شود توفان‌ها بر ارتش‌های متخاصم غلبه کنند.
شعر با شاهان پیشدادیان آغاز می‌شود. آنها دیوهای اهریمنی را شکست داده و زیر سلطه خود درمی‌آورند. تهمورث فرماندهی دیوها را برعهده داشت و به دیوبند (صحاف‌کننده شیاطین) معروف شد. جمشید، چهارمین پادشاه جهان، بر فرشتگان و دیوها حکومت می‌کرد و به عنوان کاهن اعظم اهورامزدا (هرمزد) خدمت می‌کرد. او مانند پدرش، بسیاری از غواصان را به قتل رساند، اما به شرطی که هنرهای ارزشمند جدیدی مانند نوشتن به زبان‌های مختلف را به او بیاموزند، به برخی از آنها رحم کرد. پس از صدها سال سلطنت عادلانه، جمشید مغرور شد و به خاطر ثروت و قدرتش، مدعی الوهیت برای خود شد. در این صورت، خداوند نعمت خود را از او می‌گیرد و قومش از پادشاه خود ناراضی می‌شوند. با قطع نفوذ خداوند، شیطان قدرت می‌گیرد و به ضحاک کمک می‌کند تا تاج و تخت را غصب کند. جمشید اره شده به دو نیم توسط دو دیو می‌میرد. ضحاک با فریب اهریمن (یا ابلیس)، دو مار روی شانه‌هایش پرورش داد و به مار-پادشاه اهریمنی تبدیل شد. کی‌کاووس پادشاه در فتح مازندران افسانه‌ای، سرزمین دیوها ناکام می‌ماند و اسیر می‌شود. رستم برای نجات پادشاهش سفری را سپری می‌کند و هفت خان را پشت سر می‌گذارد. دیوها از جمله دشمنان مشترکی هستند که رستم با آنها روبرو می‌شود و آخرین آنها دیو سپید، شاه اهریمنی مازندران است.
دیو در شاهنامه ممکن است هم جانداران فراطبیعی اهریمنی و هم انسان‌های شرور را شامل شود. حدس زده می‌شود که دیوهای افسانه‌ای مازندران منعکس‌کننده دشمنان انسانی ایران باشد. ضحاک که از دایوا آژی‌داهاکا الهام گرفته شده‌است، یک خدای پست نیست، بلکه یک ستمگر انسانی است که به عنوان یک عرب شناخته می‌شود و پدرش را در ازای قدرت به قتل رساند. تنها پس از فریب شیطان برای قدرت، سرهای مارمانندی روی شانه‌هایش می‌روید و کمتر انسان می‌شود.
نبرد رستم با اهریمن ممکن است معنای نمادینی نیز داشته باشد: رستم نماینده خرد و عقلانیت با دیو، تجسم شور و غریزه می‌جنگد: ۱۱۵ پیروزی رستم بر دیو سفید نیز پیروزی بر رانه‌های پایین مردان است و کشتن دیو راهی برای پاک کردن روح انسان از چنین خواسته‌های شیطانی است. کشتن دیو سپید اقدامی اجتناب‌ناپذیر برای بازگرداندن بینایی پادشاه انسان است: ۱۱۵ از بین بردن انحراف‌ها، اقدامی برای حفظ خود برای حفاظت از خوبی‌ها در خود، و بخشی قابل پذیرش در یک جامعه تنظیم شده‌است: ۱۱۵

## در اسلام
شیاطین (یا دایوا از مذهب هندوایرانی) اصطلاحات معمول برای شیاطین در اعتقاد اسلامی است. در اسلام شیاطین با وسوسه کردن انسان‌ها به گناه و آموزش جادوگری و ایجاد فساد در بین انسان‌ها سعی در گمراهی انسان‌ها از خدا دارند. اعمال غیبی هر چند فی نفسه حرام نیستند، ممکن است شامل تجسم شیاطین باشد، که مستلزم اعمال خلاف قوانین خدا است و بنابراین ممنوع است، مانند قربانی کردن خون نامشروع، ترک نماز و رد روزه. بر اساس دیدگاه اسلام در مورد سلیمان، که عموماً بر این باورند که بر جن و شیاطین فرمانروایی کرده‌است، اسلام سنت غنی در مورد احضار شیاطین دارد. از شیاطین (شیطان) و شیاطین (دیو) هستند. اعتقاد بر این است که هر دو برای سلیمان به عنوان برده کار می‌کردند. در حالی که شیاطین معمولاً در پس‌زمینه یهودی-مسیحی ظاهر می‌شوند، این دیو اغلب در باورهای ایرانی و هندی منشأ دارد. اما لازم به یادآوری است که در اسلام هم فرشتگان و هم شیاطین آفریده‌های خداوند شمرده شده‌اند و خداوند بر همه آنها قدرت غایی دارد.
بر اساس تفسیر قرآن شیاطین فرزندان ابلیس (شیطان) هستند. گفته می‌شود آنها تا زمانی که دنیا از بین برود زندگی می‌کنند، همیشه در سایه انسان‌ها (و جن‌ها) بر دل‌هایشان وسوسه می‌کنند تا آن‌ها را گمراه کند. دعا برای دفع حمله آنها به کار می‌رود و آنها را موقتاً از بین می‌برد. آنها به عنوان همتای فرشتگان، سعی می‌کنند تا برخلاف خواست خدا حرکت کنند و جایگاهشان در جهنم از پیش مقدر شده‌است. آنها بدون اراده آزاد هستند و مقید به شر هستند. عفریت و مرید دو دسته جن قدرتمند  در نظر گرفته می‌شوند.

## در بهائیت
در دیانت بهائی، شیاطین به عنوان ارواح شیطانی مستقل در نظر گرفته نمی‌شوند که در برخی ادیان وجود دارد. در عوض، ارواح شیطانی که در سنت‌های ادیان مختلف توصیف شده‌اند، مانند شیطان، فرشتگان سقوط کرده، شیاطین و جن، استعاره‌ای از ویژگی‌های شخصیتی پستی هستند که یک انسان ممکن است زمانی که از خدا دور می‌شود و از ذات پست‌تر خود پیروی می‌کند، کسب کند و آشکار شود. اعتقاد به وجود ارواح و ارواح زمینی مردود و محصول خرافه‌ها پنداشته می‌شود.